# Exocentrus josephi
Exocentrus josephi là một loài bọ cánh cứng trong họ Cerambycidae.